# Громов, Борис Васильевич
Борис Васильевич Громов (18 марта 1933 или 1933, Ленинград — 28 августа 2001, Санкт-Петербург) — советский и российский учёный в области цитологии и биологии бактерий и вирусов водорослей, член-корреспондент РАН (1991). Лауреат Государственной премии СССР (1988). Заслуженный деятель науки Российской Федерации (1999).

## Биография
Сын микробиолога Татьяны Вячеславовны Аристовской (1912—2004).
Окончил ЛГУ (1955) и его аспирантуру, в 1959 г. защитил кандидатскую диссертацию на тему «О значении концентрации питательной среды при изучении почвенных микроорганизмов». Работал там же, в 1969—1999 — заведующий кафедрой микробиологии.
Доктор биологических наук (1972). Семья: жена, сын.
Основные направления научной деятельности: исследование цитологии и биологии ряда групп бактерий, одноклеточных эукариотических фототрофов и вирусов водорослей.

## Основные работы
- Строение бактерий : Учеб. пособие / Б. В. Громов. — Ленинград : Изд-во ЛГУ, 1985. — 190 с. : ил.; 21 см.
- Экология бактерий : Учеб. пособие [для ун-тов по спец. «Микробиология»] / Б. В. Громов, Г. В. Павленко; ЛГУ. — Л. : Изд-во ЛГУ, 1989. — 246,[2] с. : ил.; 22 см; ISBN 5-288-00225-8
- Ультраструктура синезеленых водорослей [Текст] / Б. В. Громов ; АН СССР, Всесоюз. микробиол. о-во. — Ленинград : Наука. Ленингр. отд-ние, 1976. — 94 с. : ил.; 21 см.
- Микроорганизмы — паразиты водорослей [Текст] / Громов Б. В. ; Ленингр. гос. ун-т им. А. А. Жданова. — Ленинград : Изд-во Ленингр. ун-та, 1976. — 159 с. : ил.; 22 см.
- Лабораторные занятия по почвенной микробиологии [Текст] : [Учеб. пособие] / З. Г. Разумовская, Г. Я. Чижик, Б. В. Громов ; Ленингр. ордена Ленина гос. ун-т им. А. А. Жданова. — Ленинград : Изд-во Ленингр. ун-та, 1960. — 184 с. : ил.; 23 см.
- Диатомовые водоросли : [Сб. статей] / ЛГУ им. А. А. Жданова; Под ред. Б. В. Громова, Н. И. Стрельниковой. — Л. : Изд-во ЛГУ, 1981. — 186 с. : ил.; 21 см. — (Тр. Биол. НИИ. N 30; ;).